# FK Zeta Golubovci
Maillots
Le Fudbalski klub Zeta Golubovci (en monténégrin : Фудбалски клуб Зета Голубовци), plus couramment abrégé en FK Zeta Golubovci, est un club monténégrin de football fondé en 1927 et basé à Golubovci, banlieue de Podgorica, la capitale du pays.

## Histoire

### Historique
- 1927 : fondation du club sous le nom FK Danica
- 1949 : changement de nom en FK Napredak
- 1955 : changement de nom en FK Zeta
- 1962 : Montée en Ligue du Monténégro
- 1966 : Montée en deuxième division yougoslave
- 2000 : Montée en première division yougoslave
- 2005 : Le FK Zeta termine à la troisième place du championnat de Yougoslavie, derrière le Partizan et l'Etoile Rouge de Belgrade, avec une qualification pour la Coupe Uefa à la clé.
- 2007 : Après l'indépendance du Monténégro, le FK Zeta devient le premier champion de la Prva Crnogorska. Le club se qualifie pour la Ligue des champions 2007-2008 où il sera éliminé lors du deuxième tour de qualification par les Glasgow Rangers
- 2013 : Le FK Zeta atteint les play offs de la Ligue Europa où il sera éliminé par le PSV Eindhoven.

## Bilan sportif

### Palmarès
| Compétitions nationales                                                                       | Compétitions yougoslaves                                    |
| --------------------------------------------------------------------------------------------- | ----------------------------------------------------------- |
| - Championnat du Monténégro (1) : - Champion : 2006-07. - Vice-champion : 2007-08 et 2016-17. | - Championnat de Yougoslavie D2 (1) : - Champion : 1999-00. |

### Bilan européen
Note : dans les résultats ci-dessous, le score du club est toujours donné en premier
| Saison    | Compétition         | Tour              | Club                 | Domicile | Extérieur | Total  |
| --------- | ------------------- | ----------------- | -------------------- | -------- | --------- | ------ |
| 2005-2006 | Coupe UEFA          | Deuxième tour Q   | Široki Brijeg        | 0 - 1    | 1 - 4     | 1 - 5  |
| 2006      | Coupe Intertoto     | Deuxième tour Q   | NK Maribor           | 1 - 2    | 0 - 2     | 1 - 5  |
| 2007-2008 | Ligue des champions | Premier tour Q    | FBK Kaunas           | 3 - 1    | 2 - 3     | 5 - 4  |
| 2007-2008 | Ligue des champions | Deuxième tour Q   | Rangers FC           | 0 - 1    | 0 - 2     | 0 - 3  |
| 2008-2009 | Coupe UEFA          | Premier tour Q    | Interblock Ljubljana | 1 - 1    | 0 - 1     | 1 - 2  |
| 2010-2011 | Ligue Europa        | Premier tour Q    | Dacia Chişinău       | 1 - 1    | 0 - 0     | 1 - 1E |
| 2011-2012 | Ligue Europa        | Premier tour Q    | Spartak Trnava       | 2 - 1    | 0 - 3     | 2 - 4  |
| 2012-2013 | Ligue Europa        | Premier tour Q    | Pyunik Erevan        | 1 - 2    | 3 - 0     | 4 - 2  |
| 2012-2013 | Ligue Europa        | Deuxième tour Q   | JJK Jyväskylä        | 1 - 0    | 2 - 3     | 3E - 3 |
| 2012-2013 | Ligue Europa        | Troisième tour Q  | FK Sarajevo          | 1 - 0    | 1 - 2     | 2E - 2 |
| 2012-2013 | Ligue Europa        | Barrages Q        | PSV Eindhoven        | 0 - 5    | 0 - 9     | 0 - 14 |
| 2017-2018 | Ligue Europa        | Premier tour Q    | Željezničar Sarajevo | 2 - 2    | 0 - 1     | 2 - 3  |
| 2019-2020 | Ligue Europa        | Premier tour Q    | Fehérvár FC          | 1 - 5    | 0 - 0     | 1 - 5  |
| 2020-2021 | Ligue Europa        | Tour préliminaire | UE Engordany         | N/A      | 3 - 1     | 3 - 1  |
| 2020-2021 | Ligue Europa        | Premier tour Q    | Progrès Niederkorn   | N/A      | 0 - 3     | 0 - 3  |

Légende
- Victoire ou qualification pour le tour suivant.
- Match nul.
- Défaite ou élimination de la compétition.

## Personnalités du club

### Présidents du club
- Rajko Ivanović

### Entraîneurs du club
Liste des entraineurs depuis 2000
| - Nikola Rakojević (2001 - 2003) - Dejan Vukićević (2003 - 2007) - Slobodan Halilović (2007) - Mladen Vukićević (2007 - 2008) - Dejan Roganović (2008 - 2009) - Dejan Vukićević (2010 - 2011) - Rade Vešović (2011 - 2012) - Darko Šuškavčević (2012 - 2013) - Mladen Vukićević (2013 - 2014) |  | - Rade Vešović (2014) - Mladen Lambulić (2014 - 2015) - Miodrag Martać (2015) - Dejan Vukićević (2015 - 2016) - Dušan Vlaisavljević (2017) - Dejan Roganović (2017 - 2018) - Dragoljub Đuretić (2018) - Dušan Vlaisavljević (2018) - Dragoljub Đuretić (2018 - ) - Ratko Dostanić (2021) |